# كورتيس ستيفنز
كورتيس ستيفنز (بالإنجليزية: Curtis Stevens)‏ (و. 1898 – 1979 م) هو متزلج جماعي أمريكي، ولد في لايك بلاسيد، شارك في الألعاب الأولمبية الشتوية 1932، وزلاجة جماعية في الألعاب الأولمبية الشتوية 1932 – رجلين ‏، توفي في سارانك ليك، عن عمر يناهز 81 عاماً.

## روابط خارجية
- كورتيس ستيفنز على موقع أوليمبيديا (الإنجليزية)